# 고무보트
고무보트(Inflatable boat)는 가압 가스가 들어 있는 유연한 고무 튜브로 만든 보트이다.

## 종류

### IBS(Inflatable Boat, Small
IBS(Inflatable Boat, Small는 군용 침투 목적의 소형 고무보트이다.

## 같이 보기
- 카약